# Dragons de New York
Stade
Les Dragons de New York (en anglais : New York Dragons) sont une franchise américaine de football américain en salle évoluant en Arena Football League depuis 1995. Basés à Uniondale (New York), les Dragons jouent au Nassau Veterans Memorial Coliseum, enceinte de 11 965 places inaugurée en 1972.
La franchise fut créée à Des Moines dans l'Iowa en 1995 sous le nom des Barnstormers de l'Iowa. Sous ce nom, la franchise joue et perd l'ArenaBowl en 1996 et 1997. L'équipe est transférée à New York en 2001.

## Histoire

### Barnstormers de l'Iowa (1995-2000)
L'équipe avait été basée à Des Moines dans l'Iowa de 1995 à 2000, sous l'appellation des Barnstormers de l'Iowa. Elle était couronnée de succès dans l'Iowa, en ayant atteint l'ArenaBowl en 1996 et 1997, mais elle avait besoin d'une arène plus moderne et la ligue désirait installer une nouvelle franchise à New York. Les Barnstormers ont été achetés par Charles Wang, qui est aussi le propriétaire des Islanders de New York (LNH).

### Dragons de New York (2001-present)
La franchise est arrivée à New York en 2001, avec le nom des Dragons de New York. Basés à Uniondale (New York), les Dragons jouent au Nassau Veterans Memorial Coliseum. L'équipe joue actuellement dans la division Est de la National Conference et est entrainée par Weylan Harding.

## Saison par saison
| Saison                 | Vic. | Déf. | Nuls | Class.            | En playoffs             |
| Barnstormers de l'Iowa |      |      |      |                   |                         |
| 1995                   | 7    | 5    | 0    | 2e AC Central     | Défaite au 2e tour      |
| 1996                   | 12   | 2    | 0    | 1er AC Central    | Défaite en ArenaBowl X  |
| 1997                   | 11   | 3    | 0    | 1er AC Central    | Défaite en ArenaBowl XI |
| 1998                   | 5    | 9    | 0    | 3e AC Central     | --                      |
| 1999                   | 11   | 3    | 0    | 1er AC Central    | Défaite au 2e tour      |
| 2000                   | 9    | 5    | 0    | 1er AC Central    | Défaite au 2e tour      |
| Dragons de New York    |      |      |      |                   |                         |
| 2001                   | 8    | 6    | 0    | 2e NC Eastern     | Défaite au 1er tour     |
| 2002                   | 3    | 11   | 0    | 4e NC Eastern     | --                      |
| 2003                   | 8    | 8    | 0    | 1er NC Eastern    | Défaite au 2e tour      |
| 2004                   | 9    | 7    | 0    | 1er NC Eastern    | --                      |
| 2005                   | 10   | 6    | 0    | 1er NC Eastern    | Défaite au 1er tour     |
| 2006                   | 10   | 6    | 0    | 2e NC Eastern     | Défaite au 1er tour     |
| Total                  | 110  | 80   | 0    | (inclus playoffs) | (inclus playoffs)       |

## Galerie

Ancien logo (2001-2008)